# Marcel Cloet
Marcel Cloet (Pittem, 1943) is een Belgisch rooms-katholiek priester en bestuurder van christelijke organisaties.

## Levensloop
Cloet was achtereenvolgens proost van het Algemeen Christelijk Werknemersverbond (ACW) in Ieper, nationaal proost van de Katholieke Arbeidersjeugd (KAJ) en nationaal proost van de Kristelijke Werknemersbeweging (KWB). Van 2000 tot 2005 was hij internationaal proost van de Wereldbeweging van Christelijke Arbeiders (WBCA). Tevens was hij van 2000 tot 2008 voorzitter van de vzw Welzijnszorg, de grootste armoedebestrijdingsorganisatie in Vlaanderen en Brussel. In deze hoedanigheid volgde Greta D'Hondt hem op.
Sinds 2005 is hij lid van de dienst Vorming en Begeleiding van het vicariaat Brussel, sinds 2006 verantwoordelijke voor de Nederlandstalige pastoraal in Sint-Gillis en sinds 2010 vicariaal afgevaardigde van de solidariteitsinitiatieven. Ook is hij voorzitter van Kerkwerk Multicultureel Samenleven voor Brussel. Van 2011 tot 2017 was hij voorzitter van het Netwerk Rechtvaardigheid en Vrede (NRV), dat het werk van negen katholieke solidariteitsorganisaties verenigt en overkoepelt. Hij werd er door Luk De Geest opgevolgd.